# Utrecht (provins)
Utrecht (nederländskt uttal: [ˈytrɛxt]
 ( lyssna)) är en provins i mellersta Nederländerna. Provinsen är till ytan Nederländernas minsta. Huvudort är staden Utrecht och provinsen hade 1 280 055 invånare (2016).

## Kommuner
Utrecht består av 26 kommuner (gemeenten):

- Amersfoort
- Baarn
- Bunnik
- Bunschoten
- De Bilt
- De Ronde Venen
- Eemnes
- Houten
- IJsselstein
- Leusden
- Lopik
- Montfoort
- Nieuwegein
- Oudewater
- Renswoude
- Rhenen
- Soest
- Stichtse Vecht
- Utrecht
- Utrechtse Heuvelrug
- Veenendaal
- Vijfheerenlanden
- Wijk bij Duurstede
- Woerden
- Woudenberg
- Zeist